# Campionati francesi di sci alpino 1995
I Campionati francesi di sci alpino 1995 si svolsero a Les Arcs e a Morzine dal 24 al 31 marzo. Il programma incluse gare di discesa libera, supergigante, slalom gigante, slalom speciale e combinata, sia maschili sia femminili.
Trattandosi di competizioni valide anche ai fini del punteggio FIS, vi parteciparono anche sciatori di altre federazioni, senza che questo consentisse loro di concorrere al titolo nazionale francese.

## Risultati

### Uomini

#### Discesa libera
| Pos. | Atleta            | Nazione       | Tempo   |
| ---- | ----------------- | ------------- | ------- |
| 1    | Luca Cattaneo     | Italia        | 1:20,46 |
| 2    | Luc Alphand       | Francia       | 1:21,20 |
| 3    | Markus Foser      | Liechtenstein | 1:21,48 |
| 4    | Jürgen Hasler     | Liechtenstein | 1:21,50 |
| 5    | Stéphane Aubonnet | Francia       | 1:21,62 |
| 6    | Christophe Plé    | Francia       | 1:21,76 |
| 7    | Graham Bell       | Regno Unito   | 1:21,87 |
| 8    | Lorenzo Galli     | Italia        | 1:21,94 |
| 9    | Didier Cuche      | Svizzera      | 1:21,95 |
| 10   | Gaëtan Llorach    | Francia       | 1:22,01 |

Data: 30 marzo

Località: Les Arcs

#### Supergigante
| Pos. | Atleta                | Nazione       | Tempo   |
| ---- | --------------------- | ------------- | ------- |
| 1    | Christophe Plé        | Francia       | 1:25,64 |
| 2    | David Prétot          | Francia       | 1:25,79 |
| 3    | Jean-Luc Crétier      | Francia       | 1:25,83 |
| 4    | Jürgen Hasler         | Liechtenstein | 1:25,86 |
| 5    | Ian Piccard           | Francia       | 1:26,14 |
| 6    | Didier Cuche          | Svizzera      | 1:26,19 |
| 7    | Luc Alphand           | Francia       | 1:26,28 |
| 8    | Benjamin Melquiond    | Francia       | 1:26,36 |
| 9    | Frédéric Marin-Cudraz | Francia       | 1:26,58 |
| 10   | Paulo Oppliger        | Svizzera      | 1:26,56 |

Data: 31 marzo

Località: Les Arcs

#### Slalom gigante
| Pos. | Atleta            | Nazione | Tempo   |
| ---- | ----------------- | ------- | ------- |
| 1    | Ian Piccard       | Francia | 2:17,08 |
| 2    | Alain Feutrier    | Francia | 2:17,29 |
| 3    | Franck Piccard    | Francia | 2:17,36 |
| 4    | Kévin Page        | Francia | 2:17,81 |
| 5    | Stéphane Exartier | Polonia | 2:17,90 |
| 6    | Yves Dimier       | Francia | 2:18,34 |
| 7    | Patrice Manuel    | Francia | 2:18,79 |
| 8    | François Simond   | Francia | 2:18,87 |
| 9    | Sébastien Amiez   | Francia | 2:18,98 |
| 10   | Gaëtan Llorach    | Francia | 2:19,44 |

Data: 25 marzo

Località: Morzine

#### Slalom speciale
| Pos. | Atleta           | Nazione | Tempo   |
| ---- | ---------------- | ------- | ------- |
| 1    | Yves Dimier      | Francia | 1:47,35 |
| 2    | Sébastien Amiez  | Francia | 1:48,48 |
| 3    | Max Ancenay      | Francia | 1:48,61 |
| 4    | Joël Chenal      | Francia | 1:49,27 |
| 5    | Kévin Page       | Francia | 1:49,28 |
| 6    | Frédéric Covili  | Francia | 1:49,49 |
| 7    | Yannick Turrel   | Francia | 1:50,06 |
| 8    | Pierre Violon    | Francia | 1:50,20 |
| 9    | Alain Feutrier   | Francia | 1:51,68 |
| 10   | Julien Boulanger | Francia | 1:51,82 |

Data: 26 marzo

Località: Morzine

#### Combinata
| Pos. | Atleta      | Nazione |
| ---- | ----------- | ------- |
| 1    | Yves Dimier | Francia |
| 2    | ?           | ?       |
| 3    | ?           | ?       |

### Donne

#### Discesa libera
| Pos. | Atleta           | Nazione | Tempo   |
| ---- | ---------------- | ------- | ------- |
| 1    | Régine Cavagnoud | Francia | 1:28,24 |
| 2    | Florence Masnada | Francia | 1:28,71 |
| 3    | Eleonore Richon  | Francia | 1:28,80 |
| 4    | Nathalie Bouvier | Francia | 1:29,25 |
| 5    | Leïla Piccard    | Francia | 1:29,72 |
| 6    | Carole Montillet | Francia | 1:29,93 |
| 7    | Marianne Bréchu  | Francia | 1:30,12 |
| 8    | Leatitia Dalloz  | Francia | 1:30,20 |
| 9    | Stéphanie Oudin  | Francia | 1:30,40 |
| 10   | Laure Pequegnot  | Francia | 1:30,54 |

Data: 30 marzo

Località: Les Arcs

#### Supergigante
| Pos. | Atleta           | Nazione | Tempo   |
| ---- | ---------------- | ------- | ------- |
| 1    | Florence Masnada | Francia | 1:13,15 |
| 2    | Régine Cavagnoud | Francia | 1:13,33 |
| 3    | Carole Montillet | Francia | 1:13,68 |
| 4    | Nathalie Bouvier | Francia | 1:13,78 |
| 5    | Leatitia Dalloz  | Francia | 1:14,45 |
| 6    | Eleonore Richon  | Francia | 1:15,07 |
| 7    | Fujiko Sekino    | Francia | 1:15,27 |
| 8    | Delphine Dunand  | Francia | 1:15,33 |
| 9    | Sandra Melot     | Francia | 1:15,39 |
| 10   | Carole Moschetti | Francia | 1:15,47 |

Data: 31 marzo

Località: Les Arcs

#### Slalom gigante
| Pos. | Atleta                   | Nazione     | Tempo   |
| ---- | ------------------------ | ----------- | ------- |
| 1    | Sophie Lefranc-Duvillard | Francia     | 2:03,23 |
| 2    | Leïla Piccard            | Francia     | 2:05,29 |
| 3    | Florence Masnada         | Francia     | 2:06,41 |
| 4    | Emma Carrick-Anderson    | Regno Unito | 2:07,16 |
| 5    | Régine Cavagnoud         | Francia     | 2:07,32 |
| 6    | Vanessa Vidal            | Francia     | 2:07,73 |
| 7    | Béatrice Filliol         | Francia     | 2:08,52 |
| 8    | Karine Allard            | Francia     | 2:08,64 |
| 9    | Isabelle Sourd           | Francia     | 2:08,75 |
| 10   | Patricia Chauvet         | Francia     | 2:08,87 |

Data: 24 marzo

Località: Morzine

#### Slalom speciale
| Pos. | Atleta            | Nazione     | Tempo   |
| ---- | ----------------- | ----------- | ------- |
| 1    | Florence Masnada  | Francia     | 1:28,16 |
| 2    | Vanessa Vidal     | Francia     | 1:28,78 |
| 3    | Béatrice Filliol  | Francia     | 1:29,06 |
| 4    | Leïla Piccard     | Francia     | 1:29,33 |
| 5    | Laure Pequegnot   | Francia     | 1:29,62 |
| 6    | Zali Steggall     | Australia   | 1:29,65 |
| 7    | Isabelle Fabre    | Francia     | 1:30,76 |
| 8    | Virginie Béranger | Francia     | 1:30,83 |
| 9    | Sandra McArthur   | Regno Unito | 1:32,11 |
| 10   | Carole Moschetti  | Francia     | 1:32,19 |

Data: 25 marzo

Località: Morzine

#### Combinata
| Pos. | Atleta           | Nazione |
| ---- | ---------------- | ------- |
| 1    | Florence Masnada | Francia |
| 2    | ?                | ?       |
| 3    | ?                | ?       |